# Миколаївська загальноосвітня школа І-ІІІ ступенів № 32
Миколаївська загальноосвітня школа І-ІІІ ступенів № 32 — загальноосвітній навчальний заклад міста Миколаєва. З 2015 року носить ім'я Героя України Кривоносова Сергія Сергійовича.

## Історія
Школа збудована у 1956 році військовослужбовцями ВЧ А0224. Учнівський та педагогічний колектив школи провели пошукову роботу та створили в шкільному музеї експозицію «Від учня до героя», де зібрані експонати з сімейного та шкільного архіву випускника Сергія Кривоносова. Вже у 2016 році в школі відкрито пам'ятну дошку на його честь.